# Tifo galoppante
Tifo galoppante è uno sketch sonoro della durata di tre minuti e mezzo del comico genovese Giuseppe Marzari, edito in varie pubblicazioni su CD, tra cui Antologia di Giuseppe Marzari, Volume 2 (2001).

## Trama
Il narratore racconta della sua prima esperienza nell'assistere ad una partita di calcio, grazie all'invito di un suo amico.
Cominciano così le sue disavventure ed incomprensioni tra i tifosi, a cominciare per la ressa per l'acquisto dei biglietti, all'inizio della partita compra una fetta d'anguria (pateca), ma subito dopo la butta via d'istinto per aver sentito dallo spettatore vicino la frase oggi è giornata di tifo, il suo amico gli spiega allora il significato della parola, al suo conoscente gli domanda come mai non hanno chiamato la passione per la propria squadra con un nome meno pericoloso.
Il suo disagio aumenta quando gli spettatori ad inizio partita iniziano a buttare di tutto sul campo e gridare arbitro venduto... arbitro cornuto..., accanto sedeva la moglie dell'arbitro che si chiedeva come faceva tutto lo stadio a saperlo.
Alla prima segnatura vede tutti alzarsi in piedi ad esultare buttando i cappelli in aria, invitato da un tifoso vicino si alza in piedi e butta anch'egli il suo cappello, naturalmente smarrendolo, in quel momento un escremento di un piccione (che volava sopra lo stadio) lo centra sulla fronte, egli si chiede come mai con quarantamila persone doveva capitargli proprio a lui, la sua consolazione era quella che le mucche non volano, nel frattempo la squadra avversaria va in rete, senza farselo dire due volte si alza in piedi ad esultare, venendo però coperto di botte ed insulti.
Alla fine della partita, confuso, domanda ad uno spettatore il risultato finale della partita, la risposta è terminata alla pari: ne hanno due per uno, il suo pensiero finale è che per un risultato del genere potevano evitare di giocare e disturbare tanta gente.